# 크누트가

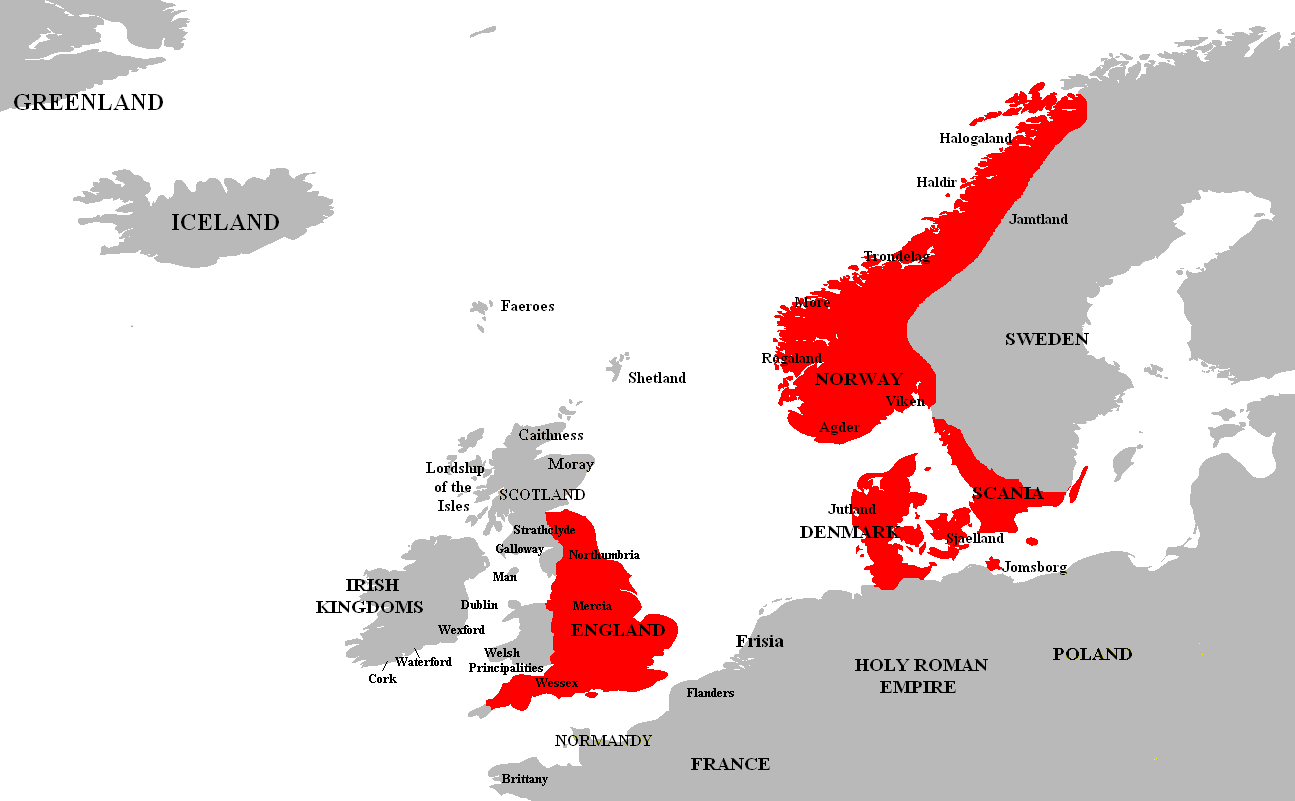
크누트 가의 절정기 판도

크누트 가(House of Canute, Knýtlinga 크뉘틀링가)는 중세 초기 잉글랜드와 스칸디나비아를 지배한 왕가이다. 왕가 소속원 중 가장 유명한 크누트 대왕의 이름을 따 부른다. 중요 인물로는 크누트 대왕 외에 대왕의 아버지 스베인 튜구스케그, 할아버지 하랄드 블라톤, 대왕의 아들인 하르다크누트, 하랄드 헤라포트, 스베인 크누트손 등이 있다. 크누트 가가 다스리던 시기의 잉글랜드를 데인 왕조(Dane Dynasty, Denmark Dynasty)라고 한다.
기원후 1018년 크누트 가는 덴마크와 잉글랜드의 왕위를 모두 소유하여 두 나라를 동군연합으로 묶었다. 그 위세가 절정에 달한 1028년에서 1030년 사이에는 덴마크, 잉글랜드, 노르웨이를 모두 왕가의 세력 하에 두어 북해를 안마당으로 삼는 북해 제국을 형성했다. 그러나 크누트 대왕이 죽고 불과 10여년 뒤인 1066년 노르망디 가의 윌리엄이 잉글랜드를 정복하면서 잉글랜드에서 크누트 가의 바이킹적 앵글로노르드인 문화는 노르망디 가의 프랑스적 앵글로노르만인 문화에 밀려 자취를 감추었다.

## 가계도
|                                     |                                     |                                     |                                     |                                                  |                                                  |                                                  |                                                  | 하르타크누트 덴마크 국왕 936년–940년                                                            |                                                                                                 |                                                                                                 |                                                                                                 |                                                                                                 |                                                                                                 |                                                                 |                                                                 |                                                                 |                                                                 |                                                           |                                                           |                                                           |                                                           |                                   |                                   |                                                  |                                                  |                                                  |                                                  |                                                                                            |                                                                                            |                                                                                            |                                                                                            |                                                                                            |                                                                                            |                                                                |                                                                |                                                                |                                                                |                                           |                                           |                                           |                                           |               |               |                                                          |                                                          |                                                          |                                                          |                                                          |                                                          |                                                      |                                                      |                                                      |                                                      |
|                                     |                                     |                                     |                                     |                                                  |                                                  |                                                  |                                                  |                                                                                                 |                                                                                                 |                                                                                                 |                                                                                                 |                                                                                                 |                                                                                                 |                                                                 |                                                                 |                                                                 |                                                                 |                                                           |                                                           |                                                           |                                                           |                                   |                                   |                                                  |                                                  |                                                  |                                                  |                                                                                            |                                                                                            |                                                                                            |                                                                                            |                                                                                            |                                                                                            |                                                                |                                                                |                                                                |                                                                |                                           |                                           |                                           |                                           |               |               |                                                          |                                                          |                                                          |                                                          |                                                          |                                                          |                                                      |                                                      |                                                      |                                                      |
|                                     |                                     |                                     |                                     |                                                  |                                                  |                                                  |                                                  | 고름 가믈리 덴마크 국왕 940년–958년                                                             | 고름 가믈리 덴마크 국왕 940년–958년                                                             | 고름 가믈리 덴마크 국왕 940년–958년                                                             | 고름 가믈리 덴마크 국왕 940년–958년                                                             | 고름 가믈리 덴마크 국왕 940년–958년                                                             | 고름 가믈리 덴마크 국왕 940년–958년                                                             |                                                                 |                                                                 | 튀라 잉글랜드 왕녀?                                             | 튀라 잉글랜드 왕녀?                                             | 튀라 잉글랜드 왕녀?                                       | 튀라 잉글랜드 왕녀?                                       | 튀라 잉글랜드 왕녀?                                       | 튀라 잉글랜드 왕녀?                                       |                                   |                                   |                                                  |                                                  |                                                  |                                                  |                                                                                            |                                                                                            |                                                                                            |                                                                                            |                                                                                            |                                                                                            |                                                                |                                                                |                                                                |                                                                |                                           |                                           |                                           |                                           |               |               |                                                          |                                                          |                                                          |                                                          |                                                          |                                                          |                                                      |                                                      |                                                      |                                                      |
|                                     |                                     |                                     |                                     |                                                  |                                                  |                                                  |                                                  | 고름 가믈리 덴마크 국왕 940년–958년                                                             | 고름 가믈리 덴마크 국왕 940년–958년                                                             | 고름 가믈리 덴마크 국왕 940년–958년                                                             | 고름 가믈리 덴마크 국왕 940년–958년                                                             | 고름 가믈리 덴마크 국왕 940년–958년                                                             | 고름 가믈리 덴마크 국왕 940년–958년                                                             |                                                                 |                                                                 | 튀라 잉글랜드 왕녀?                                             | 튀라 잉글랜드 왕녀?                                             | 튀라 잉글랜드 왕녀?                                       | 튀라 잉글랜드 왕녀?                                       | 튀라 잉글랜드 왕녀?                                       | 튀라 잉글랜드 왕녀?                                       |                                   |                                   |                                                  |                                                  |                                                  |                                                  |                                                                                            |                                                                                            |                                                                                            |                                                                                            |                                                                                            |                                                                                            |                                                                |                                                                |                                                                |                                                                |                                           |                                           |                                           |                                           |               |               |                                                          |                                                          |                                                          |                                                          |                                                          |                                                          |                                                      |                                                      |                                                      |                                                      |
|                                     |                                     |                                     |                                     |                                                  |                                                  |                                                  |                                                  |                                                                                                 |                                                                                                 |                                                                                                 |                                                                                                 |                                                                                                 |                                                                                                 |                                                                 |                                                                 |                                                                 |                                                                 |                                                           |                                                           |                                                           |                                                           |                                   |                                   |                                                  |                                                  |                                                  |                                                  |                                                                                            |                                                                                            |                                                                                            |                                                                                            |                                                                                            |                                                                                            |                                                                |                                                                |                                                                |                                                                |                                           |                                           |                                           |                                           |               |               |                                                          |                                                          |                                                          |                                                          |                                                          |                                                          |                                                      |                                                      |                                                      |                                                      |
|                                     |                                     |                                     |                                     |                                                  |                                                  |                                                  |                                                  |                                                                                                 |                                                                                                 |                                                                                                 |                                                                                                 |                                                                                                 |                                                                                                 |                                                                 |                                                                 |                                                                 |                                                                 |                                                           |                                                           |                                                           |                                                           |                                   |                                   |                                                  |                                                  |                                                  |                                                  |                                                                                            |                                                                                            |                                                                                            |                                                                                            |                                                                                            |                                                                                            |                                                                |                                                                |                                                                |                                                                |                                           |                                           |                                           |                                           |               |               |                                                          |                                                          |                                                          |                                                          |                                                          |                                                          |                                                      |                                                      |                                                      |                                                      |
| 토케 고름손                         | 토케 고름손                         | 토케 고름손                         | 토케 고름손                         | 토케 고름손                                      | 토케 고름손                                      |                                                  |                                                  | 크누트 고름손                                                                                   | 크누트 고름손                                                                                   | 크누트 고름손                                                                                   | 크누트 고름손                                                                                   | 크누트 고름손                                                                                   | 크누트 고름손                                                                                   |                                                                 |                                                                 | 군느힐드 코눙가모디르 노르웨이 왕비 929년–934년 논쟁 있음       | 군느힐드 코눙가모디르 노르웨이 왕비 929년–934년 논쟁 있음       | 군느힐드 코눙가모디르 노르웨이 왕비 929년–934년 논쟁 있음 | 군느힐드 코눙가모디르 노르웨이 왕비 929년–934년 논쟁 있음 | 군느힐드 코눙가모디르 노르웨이 왕비 929년–934년 논쟁 있음 | 군느힐드 코눙가모디르 노르웨이 왕비 929년–934년 논쟁 있음 |                                   |                                   | 스트루트하랄드 스코네 백작 975년–986년 논쟁 있음 | 스트루트하랄드 스코네 백작 975년–986년 논쟁 있음 | 스트루트하랄드 스코네 백작 975년–986년 논쟁 있음 | 스트루트하랄드 스코네 백작 975년–986년 논쟁 있음 | 스트루트하랄드 스코네 백작 975년–986년 논쟁 있음                                           | 스트루트하랄드 스코네 백작 975년–986년 논쟁 있음                                           |                                                                                            |                                                                                            |                                                                                            |                                                                                            |                                                                |                                                                |                                                                |                                                                |                                           |                                           |                                           |                                           |               |               |                                                          |                                                          |                                                          |                                                          |                                                          |                                                          |                                                      |                                                      |                                                      |                                                      |
| 토케 고름손                         | 토케 고름손                         | 토케 고름손                         | 토케 고름손                         | 토케 고름손                                      | 토케 고름손                                      |                                                  |                                                  | 크누트 고름손                                                                                   | 크누트 고름손                                                                                   | 크누트 고름손                                                                                   | 크누트 고름손                                                                                   | 크누트 고름손                                                                                   | 크누트 고름손                                                                                   |                                                                 |                                                                 | 군느힐드 코눙가모디르 노르웨이 왕비 929년–934년 논쟁 있음       | 군느힐드 코눙가모디르 노르웨이 왕비 929년–934년 논쟁 있음       | 군느힐드 코눙가모디르 노르웨이 왕비 929년–934년 논쟁 있음 | 군느힐드 코눙가모디르 노르웨이 왕비 929년–934년 논쟁 있음 | 군느힐드 코눙가모디르 노르웨이 왕비 929년–934년 논쟁 있음 | 군느힐드 코눙가모디르 노르웨이 왕비 929년–934년 논쟁 있음 |                                   |                                   | 스트루트하랄드 스코네 백작 975년–986년 논쟁 있음 | 스트루트하랄드 스코네 백작 975년–986년 논쟁 있음 | 스트루트하랄드 스코네 백작 975년–986년 논쟁 있음 | 스트루트하랄드 스코네 백작 975년–986년 논쟁 있음 | 스트루트하랄드 스코네 백작 975년–986년 논쟁 있음                                           | 스트루트하랄드 스코네 백작 975년–986년 논쟁 있음                                           |                                                                                            |                                                                                            |                                                                                            |                                                                                            |                                                                |                                                                |                                                                |                                                                |                                           |                                           |                                           |                                           |               |               |                                                          |                                                          |                                                          |                                                          |                                                          |                                                          |                                                      |                                                      |                                                      |                                                      |
|                                     |                                     |                                     |                                     | 귀리테 올라프스도티르 스웨덴 왕녀                | 귀리테 올라프스도티르 스웨덴 왕녀                | 귀리테 올라프스도티르 스웨덴 왕녀                | 귀리테 올라프스도티르 스웨덴 왕녀                | 귀리테 올라프스도티르 스웨덴 왕녀                                                               | 귀리테 올라프스도티르 스웨덴 왕녀                                                               |                                                                                                 |                                                                                                 | 하랄드 블라톤 덴마크 국왕 958년–986년 노르웨이 국왕 970년–986년                                 | 하랄드 블라톤 덴마크 국왕 958년–986년 노르웨이 국왕 970년–986년                                 | 하랄드 블라톤 덴마크 국왕 958년–986년 노르웨이 국왕 970년–986년 | 하랄드 블라톤 덴마크 국왕 958년–986년 노르웨이 국왕 970년–986년 | 하랄드 블라톤 덴마크 국왕 958년–986년 노르웨이 국왕 970년–986년 | 하랄드 블라톤 덴마크 국왕 958년–986년 노르웨이 국왕 970년–986년 |                                                           |                                                           | 오보트리티의 토베 오보트리티 왕녀                         | 오보트리티의 토베 오보트리티 왕녀                         | 오보트리티의 토베 오보트리티 왕녀 | 오보트리티의 토베 오보트리티 왕녀 | 오보트리티의 토베 오보트리티 왕녀                | 오보트리티의 토베 오보트리티 왕녀                |                                                  |                                                  |                                                                                            |                                                                                            |                                                                                            |                                                                                            |                                                                                            |                                                                                            |                                                                |                                                                |                                                                |                                                                |                                           |                                           |                                           |                                           |               |               |                                                          |                                                          |                                                          |                                                          |                                                          |                                                          |                                                      |                                                      |                                                      |                                                      |
|                                     |                                     |                                     |                                     | 귀리테 올라프스도티르 스웨덴 왕녀                | 귀리테 올라프스도티르 스웨덴 왕녀                | 귀리테 올라프스도티르 스웨덴 왕녀                | 귀리테 올라프스도티르 스웨덴 왕녀                | 귀리테 올라프스도티르 스웨덴 왕녀                                                               | 귀리테 올라프스도티르 스웨덴 왕녀                                                               |                                                                                                 |                                                                                                 | 하랄드 블라톤 덴마크 국왕 958년–986년 노르웨이 국왕 970년–986년                                 | 하랄드 블라톤 덴마크 국왕 958년–986년 노르웨이 국왕 970년–986년                                 | 하랄드 블라톤 덴마크 국왕 958년–986년 노르웨이 국왕 970년–986년 | 하랄드 블라톤 덴마크 국왕 958년–986년 노르웨이 국왕 970년–986년 | 하랄드 블라톤 덴마크 국왕 958년–986년 노르웨이 국왕 970년–986년 | 하랄드 블라톤 덴마크 국왕 958년–986년 노르웨이 국왕 970년–986년 |                                                           |                                                           | 오보트리티의 토베 오보트리티 왕녀                         | 오보트리티의 토베 오보트리티 왕녀                         | 오보트리티의 토베 오보트리티 왕녀 | 오보트리티의 토베 오보트리티 왕녀 | 오보트리티의 토베 오보트리티 왕녀                | 오보트리티의 토베 오보트리티 왕녀                |                                                  |                                                  |                                                                                            |                                                                                            |                                                                                            |                                                                                            |                                                                                            |                                                                                            |                                                                |                                                                |                                                                |                                                                |                                           |                                           |                                           |                                           |               |               |                                                          |                                                          |                                                          |                                                          |                                                          |                                                          |                                                      |                                                      |                                                      |                                                      |
|                                     |                                     |                                     |                                     |                                                  |                                                  |                                                  |                                                  |                                                                                                 |                                                                                                 |                                                                                                 |                                                                                                 |                                                                                                 |                                                                                                 |                                                                 |                                                                 |                                                                 |                                                                 |                                                           |                                                           |                                                           |                                                           |                                   |                                   |                                                  |                                                  |                                                  |                                                  |                                                                                            |                                                                                            |                                                                                            |                                                                                            |                                                                                            |                                                                                            |                                                                |                                                                |                                                                |                                                                |                                           |                                           |                                           |                                           |               |               |                                                          |                                                          |                                                          |                                                          |                                                          |                                                          |                                                      |                                                      |                                                      |                                                      |
|                                     |                                     |                                     |                                     |                                                  |                                                  |                                                  |                                                  |                                                                                                 |                                                                                                 |                                                                                                 |                                                                                                 |                                                                                                 |                                                                                                 |                                                                 |                                                                 |                                                                 |                                                                 |                                                           |                                                           |                                                           |                                                           |                                   |                                   |                                                  |                                                  |                                                  |                                                  |                                                                                            |                                                                                            |                                                                                            |                                                                                            |                                                                                            |                                                                                            |                                                                |                                                                |                                                                |                                                                |                                           |                                           |                                           |                                           |               |               |                                                          |                                                          |                                                          |                                                          |                                                          |                                                          |                                                      |                                                      |                                                      |                                                      |
|                                     |                                     |                                     |                                     | 튀리 하랄드스다테르 노르웨이 왕비 990년대–1000년 | 튀리 하랄드스다테르 노르웨이 왕비 990년대–1000년 | 튀리 하랄드스다테르 노르웨이 왕비 990년대–1000년 | 튀리 하랄드스다테르 노르웨이 왕비 990년대–1000년 | 튀리 하랄드스다테르 노르웨이 왕비 990년대–1000년                                                | 튀리 하랄드스다테르 노르웨이 왕비 990년대–1000년                                                |                                                                                                 |                                                                                                 | 군힐데 논쟁 있음                                                                                | 군힐데 논쟁 있음                                                                                | 군힐데 논쟁 있음                                                | 군힐데 논쟁 있음                                                | 군힐데 논쟁 있음                                                | 군힐데 논쟁 있음                                                |                                                           |                                                           | 하콘 하랄드손                                             | 하콘 하랄드손                                             | 하콘 하랄드손                     | 하콘 하랄드손                     | 하콘 하랄드손                                    | 하콘 하랄드손                                    |                                                  |                                                  | 그 외 아들들                                                                               | 그 외 아들들                                                                               | 그 외 아들들                                                                               | 그 외 아들들                                                                               | 그 외 아들들                                                                               | 그 외 아들들                                                                               |                                                                |                                                                |                                                                |                                                                |                                           |                                           |                                           |                                           |               |               |                                                          |                                                          |                                                          |                                                          |                                                          |                                                          |                                                      |                                                      |                                                      |                                                      |
|                                     |                                     |                                     |                                     | 튀리 하랄드스다테르 노르웨이 왕비 990년대–1000년 | 튀리 하랄드스다테르 노르웨이 왕비 990년대–1000년 | 튀리 하랄드스다테르 노르웨이 왕비 990년대–1000년 | 튀리 하랄드스다테르 노르웨이 왕비 990년대–1000년 | 튀리 하랄드스다테르 노르웨이 왕비 990년대–1000년                                                | 튀리 하랄드스다테르 노르웨이 왕비 990년대–1000년                                                |                                                                                                 |                                                                                                 | 군힐데 논쟁 있음                                                                                | 군힐데 논쟁 있음                                                                                | 군힐데 논쟁 있음                                                | 군힐데 논쟁 있음                                                | 군힐데 논쟁 있음                                                | 군힐데 논쟁 있음                                                |                                                           |                                                           | 하콘 하랄드손                                             | 하콘 하랄드손                                             | 하콘 하랄드손                     | 하콘 하랄드손                     | 하콘 하랄드손                                    | 하콘 하랄드손                                    |                                                  |                                                  | 그 외 아들들                                                                               | 그 외 아들들                                                                               | 그 외 아들들                                                                               | 그 외 아들들                                                                               | 그 외 아들들                                                                               | 그 외 아들들                                                                               |                                                                |                                                                |                                                                |                                                                |                                           |                                           |                                           |                                           |               |               |                                                          |                                                          |                                                          |                                                          |                                                          |                                                          |                                                      |                                                      |                                                      |                                                      |
| 벤트의 군힐드 폴란드 왕녀 논쟁 있음 | 벤트의 군힐드 폴란드 왕녀 논쟁 있음 | 벤트의 군힐드 폴란드 왕녀 논쟁 있음 | 벤트의 군힐드 폴란드 왕녀 논쟁 있음 | 벤트의 군힐드 폴란드 왕녀 논쟁 있음              | 벤트의 군힐드 폴란드 왕녀 논쟁 있음              |                                                  |                                                  | 스베인 튜구스케그 덴마크 국왕 986년–1014년 노르웨이 국왕 986년–1014년 잉글랜드 국왕 1013년–14년 | 스베인 튜구스케그 덴마크 국왕 986년–1014년 노르웨이 국왕 986년–1014년 잉글랜드 국왕 1013년–14년 | 스베인 튜구스케그 덴마크 국왕 986년–1014년 노르웨이 국왕 986년–1014년 잉글랜드 국왕 1013년–14년 | 스베인 튜구스케그 덴마크 국왕 986년–1014년 노르웨이 국왕 986년–1014년 잉글랜드 국왕 1013년–14년 | 스베인 튜구스케그 덴마크 국왕 986년–1014년 노르웨이 국왕 986년–1014년 잉글랜드 국왕 1013년–14년 | 스베인 튜구스케그 덴마크 국왕 986년–1014년 노르웨이 국왕 986년–1014년 잉글랜드 국왕 1013년–14년 |                                                                 |                                                                 | 시그리드 스토라다 스웨덴 왕비 970년–995년 논쟁 있음             | 시그리드 스토라다 스웨덴 왕비 970년–995년 논쟁 있음             | 시그리드 스토라다 스웨덴 왕비 970년–995년 논쟁 있음       | 시그리드 스토라다 스웨덴 왕비 970년–995년 논쟁 있음       | 시그리드 스토라다 스웨덴 왕비 970년–995년 논쟁 있음       | 시그리드 스토라다 스웨덴 왕비 970년–995년 논쟁 있음       |                                   |                                   |                                                  |                                                  |                                                  |                                                  |                                                                                            |                                                                                            |                                                                                            |                                                                                            |                                                                                            |                                                                                            |                                                                |                                                                |                                                                |                                                                |                                           |                                           |                                           |                                           |               |               |                                                          |                                                          |                                                          |                                                          |                                                          |                                                          |                                                      |                                                      |                                                      |                                                      |
| 벤트의 군힐드 폴란드 왕녀 논쟁 있음 | 벤트의 군힐드 폴란드 왕녀 논쟁 있음 | 벤트의 군힐드 폴란드 왕녀 논쟁 있음 | 벤트의 군힐드 폴란드 왕녀 논쟁 있음 | 벤트의 군힐드 폴란드 왕녀 논쟁 있음              | 벤트의 군힐드 폴란드 왕녀 논쟁 있음              |                                                  |                                                  | 스베인 튜구스케그 덴마크 국왕 986년–1014년 노르웨이 국왕 986년–1014년 잉글랜드 국왕 1013년–14년 | 스베인 튜구스케그 덴마크 국왕 986년–1014년 노르웨이 국왕 986년–1014년 잉글랜드 국왕 1013년–14년 | 스베인 튜구스케그 덴마크 국왕 986년–1014년 노르웨이 국왕 986년–1014년 잉글랜드 국왕 1013년–14년 | 스베인 튜구스케그 덴마크 국왕 986년–1014년 노르웨이 국왕 986년–1014년 잉글랜드 국왕 1013년–14년 | 스베인 튜구스케그 덴마크 국왕 986년–1014년 노르웨이 국왕 986년–1014년 잉글랜드 국왕 1013년–14년 | 스베인 튜구스케그 덴마크 국왕 986년–1014년 노르웨이 국왕 986년–1014년 잉글랜드 국왕 1013년–14년 |                                                                 |                                                                 | 시그리드 스토라다 스웨덴 왕비 970년–995년 논쟁 있음             | 시그리드 스토라다 스웨덴 왕비 970년–995년 논쟁 있음             | 시그리드 스토라다 스웨덴 왕비 970년–995년 논쟁 있음       | 시그리드 스토라다 스웨덴 왕비 970년–995년 논쟁 있음       | 시그리드 스토라다 스웨덴 왕비 970년–995년 논쟁 있음       | 시그리드 스토라다 스웨덴 왕비 970년–995년 논쟁 있음       |                                   |                                   |                                                  |                                                  |                                                  |                                                  |                                                                                            |                                                                                            |                                                                                            |                                                                                            |                                                                                            |                                                                                            |                                                                |                                                                |                                                                |                                                                |                                           |                                           |                                           |                                           |               |               |                                                          |                                                          |                                                          |                                                          |                                                          |                                                          |                                                      |                                                      |                                                      |                                                      |
|                                     |                                     |                                     |                                     |                                                  |                                                  |                                                  |                                                  |                                                                                                 |                                                                                                 |                                                                                                 |                                                                                                 |                                                                                                 |                                                                                                 |                                                                 |                                                                 |                                                                 |                                                                 |                                                           |                                                           |                                                           |                                                           |                                   |                                   |                                                  |                                                  |                                                  |                                                  |                                                                                            |                                                                                            |                                                                                            |                                                                                            |                                                                                            |                                                                                            |                                                                |                                                                |                                                                |                                                                |                                           |                                           |                                           |                                           |               |               |                                                          |                                                          |                                                          |                                                          |                                                          |                                                          |                                                      |                                                      |                                                      |                                                      |
|                                     |                                     |                                     |                                     |                                                  |                                                  |                                                  |                                                  |                                                                                                 |                                                                                                 |                                                                                                 |                                                                                                 |                                                                                                 |                                                                                                 |                                                                 |                                                                 |                                                                 |                                                                 |                                                           |                                                           |                                                           |                                                           |                                   |                                   |                                                  |                                                  |                                                  |                                                  |                                                                                            |                                                                                            |                                                                                            |                                                                                            |                                                                                            |                                                                                            |                                                                |                                                                |                                                                |                                                                |                                           |                                           |                                           |                                           |               |               |                                                          |                                                          |                                                          |                                                          |                                                          |                                                          |                                                      |                                                      |                                                      |                                                      |
|                                     |                                     |                                     |                                     | 하랄 2세 덴마크 국왕 1014년–18년                 | 하랄 2세 덴마크 국왕 1014년–18년                 | 하랄 2세 덴마크 국왕 1014년–18년                 | 하랄 2세 덴마크 국왕 1014년–18년                 | 하랄 2세 덴마크 국왕 1014년–18년                                                                | 하랄 2세 덴마크 국왕 1014년–18년                                                                |                                                                                                 |                                                                                                 | 다른 아들들                                                                                     | 다른 아들들                                                                                     | 다른 아들들                                                     | 다른 아들들                                                     | 다른 아들들                                                     | 다른 아들들                                                     |                                                           |                                                           | 노샘프턴의 앨프기푸                                       | 노샘프턴의 앨프기푸                                       | 노샘프턴의 앨프기푸               | 노샘프턴의 앨프기푸               | 노샘프턴의 앨프기푸                              | 노샘프턴의 앨프기푸                              |                                                  |                                                  | 크누트 인 리키 잉글랜드 국왕 1016년–35년 덴마크 국왕 1018년–35년 노르웨이 국왕 1028년–35년 | 크누트 인 리키 잉글랜드 국왕 1016년–35년 덴마크 국왕 1018년–35년 노르웨이 국왕 1028년–35년 | 크누트 인 리키 잉글랜드 국왕 1016년–35년 덴마크 국왕 1018년–35년 노르웨이 국왕 1028년–35년 | 크누트 인 리키 잉글랜드 국왕 1016년–35년 덴마크 국왕 1018년–35년 노르웨이 국왕 1028년–35년 | 크누트 인 리키 잉글랜드 국왕 1016년–35년 덴마크 국왕 1018년–35년 노르웨이 국왕 1028년–35년 | 크누트 인 리키 잉글랜드 국왕 1016년–35년 덴마크 국왕 1018년–35년 노르웨이 국왕 1028년–35년 |                                                                |                                                                | 노르망디의 에마 잉글랜드 왕비 1002년–13년                      | 노르망디의 에마 잉글랜드 왕비 1002년–13년                      | 노르망디의 에마 잉글랜드 왕비 1002년–13년 | 노르망디의 에마 잉글랜드 왕비 1002년–13년 | 노르망디의 에마 잉글랜드 왕비 1002년–13년 | 노르망디의 에마 잉글랜드 왕비 1002년–13년 |               |               |                                                          |                                                          |                                                          |                                                          |                                                          |                                                          |                                                      |                                                      |                                                      |                                                      |
|                                     |                                     |                                     |                                     | 하랄 2세 덴마크 국왕 1014년–18년                 | 하랄 2세 덴마크 국왕 1014년–18년                 | 하랄 2세 덴마크 국왕 1014년–18년                 | 하랄 2세 덴마크 국왕 1014년–18년                 | 하랄 2세 덴마크 국왕 1014년–18년                                                                | 하랄 2세 덴마크 국왕 1014년–18년                                                                |                                                                                                 |                                                                                                 | 다른 아들들                                                                                     | 다른 아들들                                                                                     | 다른 아들들                                                     | 다른 아들들                                                     | 다른 아들들                                                     | 다른 아들들                                                     |                                                           |                                                           | 노샘프턴의 앨프기푸                                       | 노샘프턴의 앨프기푸                                       | 노샘프턴의 앨프기푸               | 노샘프턴의 앨프기푸               | 노샘프턴의 앨프기푸                              | 노샘프턴의 앨프기푸                              |                                                  |                                                  | 크누트 인 리키 잉글랜드 국왕 1016년–35년 덴마크 국왕 1018년–35년 노르웨이 국왕 1028년–35년 | 크누트 인 리키 잉글랜드 국왕 1016년–35년 덴마크 국왕 1018년–35년 노르웨이 국왕 1028년–35년 | 크누트 인 리키 잉글랜드 국왕 1016년–35년 덴마크 국왕 1018년–35년 노르웨이 국왕 1028년–35년 | 크누트 인 리키 잉글랜드 국왕 1016년–35년 덴마크 국왕 1018년–35년 노르웨이 국왕 1028년–35년 | 크누트 인 리키 잉글랜드 국왕 1016년–35년 덴마크 국왕 1018년–35년 노르웨이 국왕 1028년–35년 | 크누트 인 리키 잉글랜드 국왕 1016년–35년 덴마크 국왕 1018년–35년 노르웨이 국왕 1028년–35년 |                                                                |                                                                | 노르망디의 에마 잉글랜드 왕비 1002년–13년                      | 노르망디의 에마 잉글랜드 왕비 1002년–13년                      | 노르망디의 에마 잉글랜드 왕비 1002년–13년 | 노르망디의 에마 잉글랜드 왕비 1002년–13년 | 노르망디의 에마 잉글랜드 왕비 1002년–13년 | 노르망디의 에마 잉글랜드 왕비 1002년–13년 |               |               |                                                          |                                                          |                                                          |                                                          |                                                          |                                                          |                                                      |                                                      |                                                      |                                                      |
|                                     |                                     |                                     |                                     |                                                  |                                                  |                                                  |                                                  |                                                                                                 |                                                                                                 |                                                                                                 |                                                                                                 |                                                                                                 |                                                                                                 |                                                                 |                                                                 |                                                                 |                                                                 |                                                           |                                                           |                                                           |                                                           |                                   |                                   |                                                  |                                                  |                                                  |                                                  |                                                                                            |                                                                                            |                                                                                            |                                                                                            |                                                                                            |                                                                                            |                                                                |                                                                |                                                                |                                                                |                                           |                                           |                                           |                                           |               |               |                                                          |                                                          |                                                          |                                                          |                                                          |                                                          |                                                      |                                                      |                                                      |                                                      |
|                                     |                                     |                                     |                                     |                                                  |                                                  |                                                  |                                                  |                                                                                                 |                                                                                                 |                                                                                                 |                                                                                                 |                                                                                                 |                                                                                                 |                                                                 |                                                                 |                                                                 |                                                                 |                                                           |                                                           |                                                           |                                                           |                                   |                                   |                                                  |                                                  |                                                  |                                                  |                                                                                            |                                                                                            |                                                                                            |                                                                                            |                                                                                            |                                                                                            |                                                                |                                                                |                                                                |                                                                |                                           |                                           |                                           |                                           |               |               |                                                          |                                                          |                                                          |                                                          |                                                          |                                                          |                                                      |                                                      |                                                      |                                                      |
| 울프 토르길손 덴마크 백작           | 울프 토르길손 덴마크 백작           | 울프 토르길손 덴마크 백작           | 울프 토르길손 덴마크 백작           | 울프 토르길손 덴마크 백작                        | 울프 토르길손 덴마크 백작                        |                                                  |                                                  | 에스트리드 스벤드스다테르 논쟁 있음                                                             | 에스트리드 스벤드스다테르 논쟁 있음                                                             | 에스트리드 스벤드스다테르 논쟁 있음                                                             | 에스트리드 스벤드스다테르 논쟁 있음                                                             | 에스트리드 스벤드스다테르 논쟁 있음                                                             | 에스트리드 스벤드스다테르 논쟁 있음                                                             |                                                                 |                                                                 | 하랄드 헤라포트 잉글랜드 국왕 1037년–40년                       | 하랄드 헤라포트 잉글랜드 국왕 1037년–40년                       | 하랄드 헤라포트 잉글랜드 국왕 1037년–40년                 | 하랄드 헤라포트 잉글랜드 국왕 1037년–40년                 | 하랄드 헤라포트 잉글랜드 국왕 1037년–40년                 | 하랄드 헤라포트 잉글랜드 국왕 1037년–40년                 |                                   |                                   | 스베인 크누트손 노르웨이 국왕 1030년–35년        | 스베인 크누트손 노르웨이 국왕 1030년–35년        | 스베인 크누트손 노르웨이 국왕 1030년–35년        | 스베인 크누트손 노르웨이 국왕 1030년–35년        | 스베인 크누트손 노르웨이 국왕 1030년–35년                                                  | 스베인 크누트손 노르웨이 국왕 1030년–35년                                                  |                                                                                            |                                                                                            | 하르다크누트 덴마크 국왕 1035년–42년 잉글랜드 국왕 1040년–42년                             | 하르다크누트 덴마크 국왕 1035년–42년 잉글랜드 국왕 1040년–42년                             | 하르다크누트 덴마크 국왕 1035년–42년 잉글랜드 국왕 1040년–42년 | 하르다크누트 덴마크 국왕 1035년–42년 잉글랜드 국왕 1040년–42년 | 하르다크누트 덴마크 국왕 1035년–42년 잉글랜드 국왕 1040년–42년 | 하르다크누트 덴마크 국왕 1035년–42년 잉글랜드 국왕 1040년–42년 |                                           |                                           | 데인의 군힐다                             | 데인의 군힐다                             | 데인의 군힐다 | 데인의 군힐다 | 데인의 군힐다                                            | 데인의 군힐다                                            |                                                          |                                                          | 하인리히 잘리어 신성로마황제 독일 국왕 이탈리아 국왕     | 하인리히 잘리어 신성로마황제 독일 국왕 이탈리아 국왕     | 하인리히 잘리어 신성로마황제 독일 국왕 이탈리아 국왕 | 하인리히 잘리어 신성로마황제 독일 국왕 이탈리아 국왕 | 하인리히 잘리어 신성로마황제 독일 국왕 이탈리아 국왕 | 하인리히 잘리어 신성로마황제 독일 국왕 이탈리아 국왕 |
| 울프 토르길손 덴마크 백작           | 울프 토르길손 덴마크 백작           | 울프 토르길손 덴마크 백작           | 울프 토르길손 덴마크 백작           | 울프 토르길손 덴마크 백작                        | 울프 토르길손 덴마크 백작                        |                                                  |                                                  | 에스트리드 스벤드스다테르 논쟁 있음                                                             | 에스트리드 스벤드스다테르 논쟁 있음                                                             | 에스트리드 스벤드스다테르 논쟁 있음                                                             | 에스트리드 스벤드스다테르 논쟁 있음                                                             | 에스트리드 스벤드스다테르 논쟁 있음                                                             | 에스트리드 스벤드스다테르 논쟁 있음                                                             |                                                                 |                                                                 | 하랄드 헤라포트 잉글랜드 국왕 1037년–40년                       | 하랄드 헤라포트 잉글랜드 국왕 1037년–40년                       | 하랄드 헤라포트 잉글랜드 국왕 1037년–40년                 | 하랄드 헤라포트 잉글랜드 국왕 1037년–40년                 | 하랄드 헤라포트 잉글랜드 국왕 1037년–40년                 | 하랄드 헤라포트 잉글랜드 국왕 1037년–40년                 |                                   |                                   | 스베인 크누트손 노르웨이 국왕 1030년–35년        | 스베인 크누트손 노르웨이 국왕 1030년–35년        | 스베인 크누트손 노르웨이 국왕 1030년–35년        | 스베인 크누트손 노르웨이 국왕 1030년–35년        | 스베인 크누트손 노르웨이 국왕 1030년–35년                                                  | 스베인 크누트손 노르웨이 국왕 1030년–35년                                                  |                                                                                            |                                                                                            | 하르다크누트 덴마크 국왕 1035년–42년 잉글랜드 국왕 1040년–42년                             | 하르다크누트 덴마크 국왕 1035년–42년 잉글랜드 국왕 1040년–42년                             | 하르다크누트 덴마크 국왕 1035년–42년 잉글랜드 국왕 1040년–42년 | 하르다크누트 덴마크 국왕 1035년–42년 잉글랜드 국왕 1040년–42년 | 하르다크누트 덴마크 국왕 1035년–42년 잉글랜드 국왕 1040년–42년 | 하르다크누트 덴마크 국왕 1035년–42년 잉글랜드 국왕 1040년–42년 |                                           |                                           | 데인의 군힐다                             | 데인의 군힐다                             | 데인의 군힐다 | 데인의 군힐다 | 데인의 군힐다                                            | 데인의 군힐다                                            |                                                          |                                                          | 하인리히 잘리어 신성로마황제 독일 국왕 이탈리아 국왕     | 하인리히 잘리어 신성로마황제 독일 국왕 이탈리아 국왕     | 하인리히 잘리어 신성로마황제 독일 국왕 이탈리아 국왕 | 하인리히 잘리어 신성로마황제 독일 국왕 이탈리아 국왕 | 하인리히 잘리어 신성로마황제 독일 국왕 이탈리아 국왕 | 하인리히 잘리어 신성로마황제 독일 국왕 이탈리아 국왕 |
|                                     |                                     |                                     |                                     |                                                  |                                                  |                                                  |                                                  |                                                                                                 |                                                                                                 |                                                                                                 |                                                                                                 |                                                                                                 |                                                                                                 |                                                                 |                                                                 |                                                                 |                                                                 |                                                           |                                                           |                                                           |                                                           |                                   |                                   |                                                  |                                                  |                                                  |                                                  |                                                                                            |                                                                                            |                                                                                            |                                                                                            |                                                                                            |                                                                                            |                                                                |                                                                |                                                                |                                                                |                                           |                                           |                                           |                                           |               |               |                                                          |                                                          |                                                          |                                                          |                                                          |                                                          |                                                      |                                                      |                                                      |                                                      |
|                                     |                                     |                                     |                                     | 스베인 아스트리다르손 덴마크 국왕 1047년–74년    | 스베인 아스트리다르손 덴마크 국왕 1047년–74년    | 스베인 아스트리다르손 덴마크 국왕 1047년–74년    | 스베인 아스트리다르손 덴마크 국왕 1047년–74년    | 스베인 아스트리다르손 덴마크 국왕 1047년–74년                                                   | 스베인 아스트리다르손 덴마크 국왕 1047년–74년                                                   |                                                                                                 |                                                                                                 |                                                                                                 |                                                                                                 |                                                                 |                                                                 | 앨프와인 해롤드슨                                               | 앨프와인 해롤드슨                                               | 앨프와인 해롤드슨                                         | 앨프와인 해롤드슨                                         | 앨프와인 해롤드슨                                         | 앨프와인 해롤드슨                                         |                                   |                                   |                                                  |                                                  |                                                  |                                                  |                                                                                            |                                                                                            |                                                                                            |                                                                                            |                                                                                            |                                                                                            |                                                                |                                                                |                                                                |                                                                |                                           |                                           |                                           |                                           |               |               | 베아트릭스 폰 프랑켄 크베들린부르크 수녀원장 1045년–61년 | 베아트릭스 폰 프랑켄 크베들린부르크 수녀원장 1045년–61년 | 베아트릭스 폰 프랑켄 크베들린부르크 수녀원장 1045년–61년 | 베아트릭스 폰 프랑켄 크베들린부르크 수녀원장 1045년–61년 | 베아트릭스 폰 프랑켄 크베들린부르크 수녀원장 1045년–61년 | 베아트릭스 폰 프랑켄 크베들린부르크 수녀원장 1045년–61년 |                                                      |                                                      |                                                      |                                                      |
|                                     |                                     |                                     |                                     | 스베인 아스트리다르손 덴마크 국왕 1047년–74년    | 스베인 아스트리다르손 덴마크 국왕 1047년–74년    | 스베인 아스트리다르손 덴마크 국왕 1047년–74년    | 스베인 아스트리다르손 덴마크 국왕 1047년–74년    | 스베인 아스트리다르손 덴마크 국왕 1047년–74년                                                   | 스베인 아스트리다르손 덴마크 국왕 1047년–74년                                                   |                                                                                                 |                                                                                                 |                                                                                                 |                                                                                                 |                                                                 |                                                                 | 앨프와인 해롤드슨                                               | 앨프와인 해롤드슨                                               | 앨프와인 해롤드슨                                         | 앨프와인 해롤드슨                                         | 앨프와인 해롤드슨                                         | 앨프와인 해롤드슨                                         |                                   |                                   |                                                  |                                                  |                                                  |                                                  |                                                                                            |                                                                                            |                                                                                            |                                                                                            |                                                                                            |                                                                                            |                                                                |                                                                |                                                                |                                                                |                                           |                                           |                                           |                                           |               |               | 베아트릭스 폰 프랑켄 크베들린부르크 수녀원장 1045년–61년 | 베아트릭스 폰 프랑켄 크베들린부르크 수녀원장 1045년–61년 | 베아트릭스 폰 프랑켄 크베들린부르크 수녀원장 1045년–61년 | 베아트릭스 폰 프랑켄 크베들린부르크 수녀원장 1045년–61년 | 베아트릭스 폰 프랑켄 크베들린부르크 수녀원장 1045년–61년 | 베아트릭스 폰 프랑켄 크베들린부르크 수녀원장 1045년–61년 |                                                      |                                                      |                                                      |                                                      |
|                                     |                                     |                                     |                                     | 에스트리센 가                                    |                                                  |                                                  |                                                  |                                                                                                 |                                                                                                 |                                                                                                 |                                                                                                 |                                                                                                 |                                                                                                 |                                                                 |                                                                 |                                                                 |                                                                 |                                                           |                                                           |                                                           |                                                           |                                   |                                   |                                                  |                                                  |                                                  |                                                  |                                                                                            |                                                                                            |                                                                                            |                                                                                            |                                                                                            |                                                                                            |                                                                |                                                                |                                                                |                                                                |                                           |                                           |                                           |                                           |               |               |                                                          |                                                          |                                                          |                                                          |                                                          |                                                          |                                                      |                                                      |                                                      |                                                      |

## 같이 보기
- 데인로
- 구스룸
- 라그나르 로드브로크
- 이바르 힌 베이늘라우시
- 에이리크 1세 블로됙스
- 스베인 아스트리다르손
- 잉글랜드 국왕

## 참고 문헌
- Sweyn 보관됨 2014-11-29 - 웨이백 머신 on the official website of the British Monarchy
- Cnut 보관됨 2014-11-29 - 웨이백 머신 on the official website of the British Monarchy
- Harold on the official website of the British Monarchy
- Harthacnut on the official website of the British Monarchy